# Hofmark Obermotzing

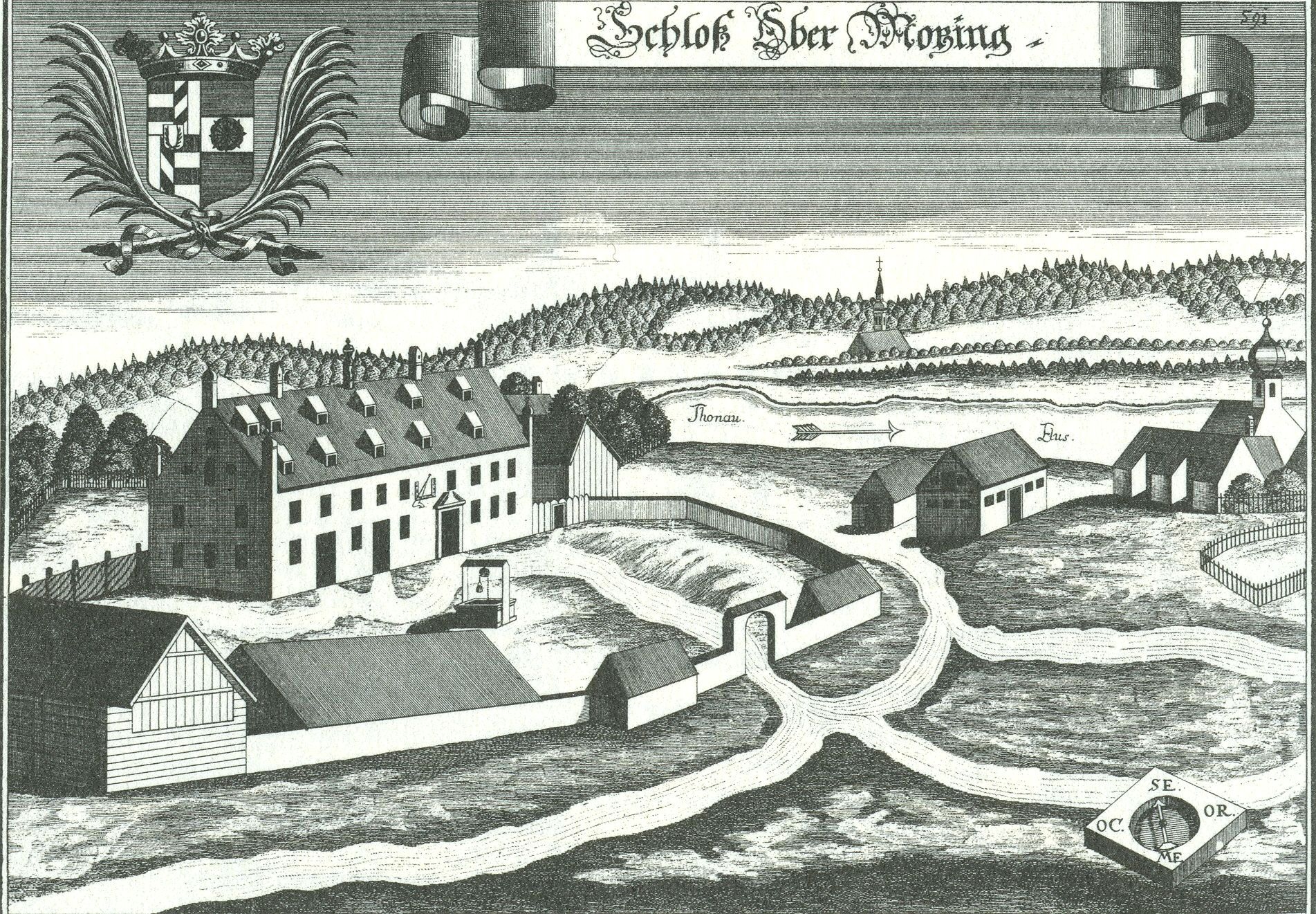
Schloss Obermotzing, Stich von Michael Wening (1721)

Die Hofmark Obermotzing war eine Hofmark mit Sitz auf Schloss Obermotzing in Obermotzing, heute ein Gemeindeteil von Aholfing im niederbayerischen Landkreis Straubing-Bogen.
Im Jahr 1376 vermachte Leutwein der Rainer zu Rain der Kapelle auf dem Petersfriedhof zu Straubing seine zwei Höfe in Obermotzing. Vom Straubinger Bürger Hermann Zeller erwarb Heimeran der Rainer von Rain 1450 Obermotzing. Die Rainer blieben Herren über die Hofmark Obermotzing. 
Obermotzing gehörte 1599 zum Oberamt Alburg im Landgericht Straubing. Das ehemalige Schloss Obermotzing ist nicht erhalten.